# Потапов Олександр Сергійович
Олександр Сергійович Потапов (рос. Александр Сергеевич Потапов; 14 червня 1941, Москва, Російська РФСР — 8 листопада 2014, Москва, Росія) — радянський та російський актор театру та кіно, народний артист РРФСР.

## Біографічні дані
О. С. Потапов народився 14 червня 1941 року у Москві. Навчався у Суворовському училищі.
В 1962 році закінчив Вище театральне училище імені М. С. Щепкіна при Малому театрі у Москві.
У 1962—2014 роках був актором Державного академічного малого театру Росії.
У кіно дебютував в 1959 році.
Викладав акторську майстерність у Вищому театральному училищі імені М. С. Щепкіна.
Був майстром спорту СРСР міжнародного класу з плавання.
Помер 8 листопада 2014 року. Похований на Троєкуровському кладовищі у Москві.

## Нагороди
- Ордени Пошани, Дружби
- Медаль «У пам'ять 850-річчя Москви», пам'ятна медаль «150-річчя А. П. Чехова»
- Почесне звання «Народний артист РРФСР»
- Державна премія РРФСР імені братів Васильєвих

## Фільмографія
- 1959 — «Мрії здійснюються»
- 1963 — «Полустанок»
- 1963  — «Кріпосна акторка»
- 1968  — «…І знову травень!»
- 1970  — «Сибірячка»
- 1974  — «Любов земна»
- 1975 — «Афоня»
- 1975 — «Довгі версти війни»
- 1978 — «Сибіріада»
- 1979 — «Екіпаж»
- 1981 — «Наказ: вогонь не відкривати»
- 1983 — «Справа за тобою!»
- 1991 — «Щасливого Різдва в Парижі!, або Банда лесбійок»
- 1991 — «Люмі»
- 1993 — «Настя»
- 1995 — «Любити по-російські»
- 2012 — «Жуков» та інші.